# Colton Herta
Colton Thomas Herta (Santa Clarita, California, Estados Unidos; 30 de marzo de 2000), más conocido como Colton Herta, es un piloto estadounidense de automovilismo. Fue tercero de la Eurofórmula Open y subcampeón del Campeonato de España de F3 en 2016, tercero de Indy Lights en 2017 y subcampeón en 2018, debutando en la IndyCar Series con el equipo Harding Racing ese mismo año. Compite con el equipo Andretti Global, resultando subcampeón en 2024 y tercero en 2020. 
Es el piloto más joven en ganar una carrera de IndyCar, a la edad de 18 años, 11 meses, y 25 días.
Su padre, Bryan Herta, fue piloto de IndyCar Series, CART, y propietario del equipo Bryan Herta Autosport.

## Carrera

### Inicios
Colton comenzó a competir en el karting a los 10 años de edad, compitiendo en la series SKUSA e IKF, En la SKUSA ganó la Socal ProTour de 2010 y 2011, y la SoCal Pro Kart Challenge en 2011, todos ellos en clase Tag Cadet. También ganó dos campeonatos de la serie IKF.
Hizo su debut en monoplazas en 2013. En ese año ganó la Fórmula 2000 Pacífico con 10 victorias y salió segundo en la serie veraniega de Skip Barber con cinco triunfos.
Luego participar en el Campeonato U.S. F2000 2014, donde resultó 15.º, Herta disputó la MSA Fórmula 4, Ganó en cuatro ocasiones para terminar tercero en el campeonato y ayudó a su país a ganar la Copa de Naciones de dicha competencia.
En 2016 Herta compitió en Eurofórmula Open, con el equipo Carlin y finalizó tercero en el campeonato, con cuatro triunfos y siete podios. También se sumó a la Fórmula 3 Británica de forma parcial, logrando una victoria y tres podios.

### Indy Lights
Herta volvió a los Estados Unidos para competir en la Indy Lights en 2017, con el equipo Andretti con el aporte de George Steinbrenner IV. Resultó tercero en el campeonato detrás de Santiago Urrutia y Kyle Kaiser, con dos victorias y siete podios. Al año siguiente, sumó cuatro triunfos y 13 podios, pero resultó subcampeón por detrás de Patricio O'Ward.

### IMSA SportsCar Championship
Herta  participó en las 24 Horas de Daytona con un BMW M8 oficial de la clase GT Le Mans. Junto con sus compañeros Connor De Phillippi, Augusto Farfus y Philipp Eng, lograron la victoria en su clase. También corrió las 12 Horas de Sebring y Petit Le Mans, finalizando tercero en la última.
También en 2020, el piloto corrió con un BMW M8 oficial en las tres carreras de resistencia del campeonato IMSA, sin lograr podios.

### IndyCar Series

#### Harding Racing (2018-2020)

##### 2018
Dos semanas después de terminada la temporada de Indy Lights, el californiano hizo su debut en la IndyCar Series en la fecha de Sonoma con un Dallara-Chevrolet de Harding Racing.

##### 2019

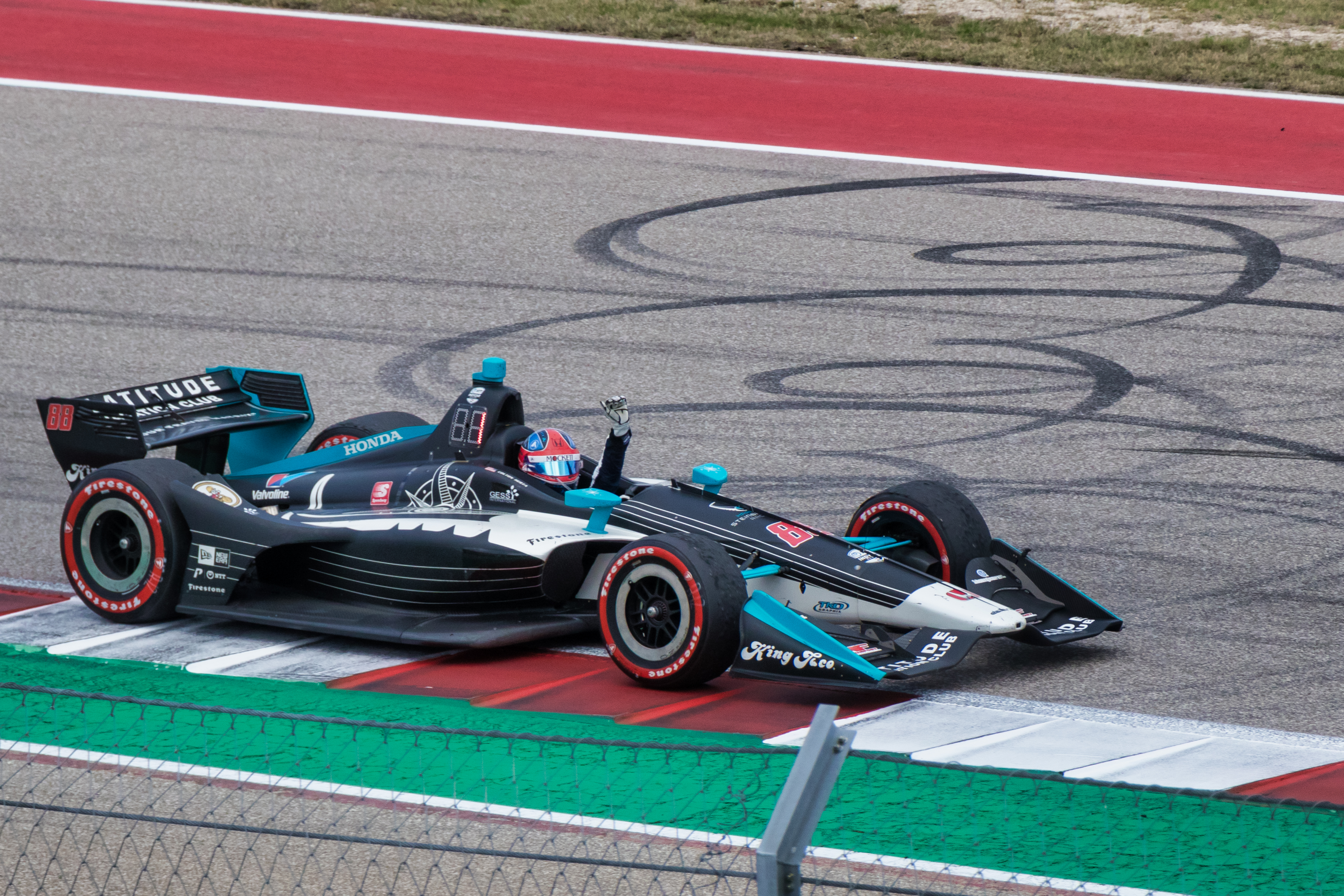
Colton Herta en el Circuito de las Américas en 2019.

En 2019, ascendió a la IndyCar con Harding, pero ahora con una alianza con Steinbrenner y compitiendo con motores Honda. Logró su primera victoria en Austin, logrando ser con 18 años y 359 días, el piloto más joven en ganar una carrera en la competición. También ganó en Laguna Seca, además de obtener un cuarto lugar y cinco top 10 adicionales. Pero sufrió seis retiros, incluyendo una última posición en las 500 Millas de Indianápolis, que lo dejaron séptimo en el campeonato y segundo en la tabla del Novato del Año, apenas cinco puntos por detrás de Felix Rosenqvist.
Harding Steinbrenner se fusionó con Andretti Autosport en la temporada 2020 de IndyCar, con Herta siendo parte del equipo. Triunfó en la segunda carrera de Mid-Ohio y arribó segundo en la segunda carrera del circuito mixto de Indianápolis. Con siete top 5 en 14 carreras, se colocó tercero en el campeonato.

#### Andretti Autosport (2020-)

##### 2020
Herta volvió a conducir para Harding Steinbrenner Racing en 2020, con el respaldo adicional de Andretti Autosport. Herta terminó séptimo en la primera ronda de la temporada 2020 de IndyCar en el Texas Motor Speedway. Terminó octavo en las 500 Millas de Indianápolis. El 13 de septiembre de 2020, Herta ganó la segunda de dos carreras celebradas en Mid-Ohio. Obtuvo un segundo puesto en la carrera del sábado en el autódromo de Indianápolis. Con siete resultados entre los 5 primeros en 14 carreras, ocupó el tercer lugar en los puntos.

##### 2021
En 2021, corriendo para Andretti Autosport, Herta venció en la segunda carrera en el Gran Premio de San Petersburgo. También ganó en Laguna Seca y Long Beach, y logró dos podios adicionales, para terminar quinto en el campeonato.

##### 2022
Después de una intensa especulación de que se mudaría a la Fórmula 1, Andretti Autosport y Herta anunciaron que competiría en la IndyCar en 2022, junto con Alexander Rossi, Romain Grosjean y Devlin DeFrancesco. Herta tuvo problemas en las rondas iniciales de la temporada, incluida una caída después de perder el liderato en Long Beach, pero obtuvo su primera victoria de la temporada en el GMR Grand Prix.

##### 2023
Herta inicialmente firmó un contrato de varios años para permanecer con Andretti Autosport, aunque luego se extendería hasta 2027.

### Fórmula 1
En marzo de 2022, Herta se unió a McLaren como piloto de desarrollo. Los días 11, 12 y 13 de julio, se subió por primera vez a un monoplaza de Fórmula 1, manejando el MCL35M de 2021 en unas pruebas privadas en el Autódromo Internacional do Algarve, en Portimão.

## Resumen de carrera
| Temporada | Categoría                                 | Equipo                                  | Carreras     | Victorias    | Poles        | VR           | Podios       | Puntos       | Pos.         |
| --------- | ----------------------------------------- | --------------------------------------- | ------------ | ------------ | ------------ | ------------ | ------------ | ------------ | ------------ |
| 2012-13   | SBF2000 - Serie de invierno               | N/A                                     | 12           | 1            | 1            | 0            | 4            | 287          | 6.º          |
| 2013      | Fórmula Pacífica F1600                    | PR1/BHA with Curb-Agajanian             | 15           | 10           | 6            | 10           | 15           | 413          | 1.º          |
| 2014      | Global Rallycross Lites                   | AD Racing                               | 1            | N/A          | 0            | N/A          | N/A          | 16           | 15.º         |
| 2014      | Campeonato Nacional U.S. F2000            | JAY Motorsports                         | 12           | 0            | 0            | 1            | 0            | 115          | 15.º         |
| 2015      | Fórmula MSA                               | Carlin                                  | 30           | 4            | 3            | 8            | 12           | 355          | 3.º          |
| 2016      | Eurofórmula Open                          | Carlin Motorsport                       | 16           | 4            | 5            | 4            | 7            | 199          | 3.º          |
| 2016      | Campeonato de España de Fórmula 3         | Carlin Motorsport                       | 6            | 2            | 2            | 1            | 4            | 94           | 2.º          |
| 2016      | Campeonato Británico de Fórmula 3 BRDC    | Carlin                                  | 6            | 1            | 0            | 1            | 3            | 109          | 19.º         |
| 2016      | Masters de Fórmula 3                      | Carlin                                  | 1            | 0            | 0            | 0            | 0            | N/A          | 13.º         |
| 2017      | Indy Lights                               | Andretti Steinbrenner Racing            | 16           | 2            | 7            | 3            | 7            | 300          | 3.º          |
| 2018      | Indy Lights                               | Andretti Steinbrenner Racing            | 17           | 4            | 3            | 7            | 13           | 447          | 2.º          |
| 2018      | IndyCar Series                            | Harding Racing                          | 1            | 0            | 0            | 0            | 0            | 20           | 37.º         |
| 2019      | IndyCar Series                            | Harding Steinbrenner Racing             | 17           | 2            | 3            | 2            | 2            | 420          | 7.º          |
| 2019      | WeatherTech SportsCar Championship - GTLM | BMW Team RLL                            | 3            | 1            | 0            | 0            | 2            | 89           | 14.º         |
| 2020      | IndyCar Series                            | Andretti Harding Steinbrenner Autosport | 14           | 1            | 1            | 0            | 2            | 421          | 3.º          |
| 2020      | WeatherTech SportsCar Championship - GTLM | BMW Team RLL                            | 3            | 0            | 0            | 0            | 0            | 79           | 9.º          |
| 2021      | IndyCar Series                            | Andretti Autosport w/ Curb-Agajanian    | 16           | 3            | 3            | 2            | 5            | 311          | 5.º          |
| 2021      | WeatherTech SportsCar Championship - GTD  | Turner Motorsport                       | 2            | 1            | 1            | 1            | 1            | 285          | 50.º         |
| 2022      | IndyCar Series                            | Andretti Autosport                      | 17           | 1            | 2            | 1            | 2            | 381          | 10.º         |
| 2022      | WeatherTech SportsCar Championship - LMP2 | DragonSpeed USA                         | 1            | 1            | 0            | 0            | 1            | 0            | NC           |
| 2023      | WeatherTech SportsCar Championship - GTP  | DragonSpeed USA                         | 1            | 0            | 0            | 0            | 0            | 274          | 24.º         |
| 2023      | IndyCar Series                            | Andretti Autosport with Curb-Agajanian  | 17           | 0            | 2            | 0            | 1            | 356          | 10.º         |
| 2024      | IndyCar Series                            | Andretti Global with Curb-Agajanian     | 17           | 2            | 3            | 1            | 6            | 513          | 2.º          |
| 2025      | IndyCar Series                            | Andretti Global                         | Disputándose | Disputándose | Disputándose | Disputándose | Disputándose | Disputándose | Disputándose |
| Fuente:   |                                           |                                         |              |              |              |              |              |              |              |

## Resultados

### Eurofórmula Open
(Clave) (negrita indica pole position) (cursiva indica vuelta rápida)

| Año  | Equipo            | 1   | 1   | 2   | 2   | 3   | 3   | 4   | 4   | 5   | 5   | 6   | 6   | 7   | 7   | 8   | 8   | Pos. | Puntos |
| ---- | ----------------- | --- | --- | --- | --- | --- | --- | --- | --- | --- | --- | --- | --- | --- | --- | --- | --- | ---- | ------ |
| 2016 | Carlin Motorsport | EST | EST | SPA | SPA | LEC | LEC | SIL | SIL | SPI | SPI | MNZ | MNZ | JER | JER | BAR | BAR | 3.º  | 199    |
| 2016 | Carlin Motorsport | Ret | 5   | 6   | 5   | 18  | EX  | 2   | Ret | 1   | 1   | 16  | 4   | 1   | 4   | 2   | 1   | 3.º  | 199    |

### IndyCar Series
(Clave) (negrita indica pole position) (cursiva indica vuelta rápida)

| Año     | Equipo                                  | Motor     | 1      | 2      | 3      | 4      | 5      | 6       | 7      | 8      | 9      | 10     | 11     | 12     | 13     | 14     | 15     | 16     | 17     | 18    | Pos. | Puntos |
| ------- | --------------------------------------- | --------- | ------ | ------ | ------ | ------ | ------ | ------- | ------ | ------ | ------ | ------ | ------ | ------ | ------ | ------ | ------ | ------ | ------ | ----- | ---- | ------ |
| 2018    | Harding Racing                          | Chevrolet | STP    | PHX    | LBH    | ALA    | IMS    | INDY    | DET    | DET    | TXS    | RDA    | IOW    | TOR    | MDO    | POC    | GTW    | POR    | SNM 20 |       | 37.º | 20     |
| 2019    | Harding Steinbrenner Racing             | Honda     | STP 8  | COA 1  | ALA 24 | LBH 23 | IMS 23 | INDY 33 | DET 12 | DET 12 | TXS 18 | RDA 8  | TOR 7  | IOW 18 | MDO 8  | POC 16 | GTW 9  | POR 4  | LAG 1  |       | 7.º  | 420    |
| 2020    | Andretti Harding Steinbrenner Autosport | Honda     | TXS 7  | IMS 4  | ROA 5  | ROA 5  | IOW 19 | IOW 19  | INDY 8 | GTW 4  | GTW 6  | MDO 9  | MDO 1  | IMS 4  | IMS 2  | STP 11 |        |        |        |       | 3.º  | 421    |
| 2021    | Andretti Autosport                      | Honda     | ALA 22 | STP 1  | TXS 22 | TXS 5  | IMS 13 |         |        |        |        |        |        |        |        |        |        |        |        |       | 5.º  | 455    |
| 2021    | Andretti Autosport with Curb-Agajanian  | Honda     |        |        |        |        |        | INDY 16 | DET 14 | DET 4  | ROA 2  | MDO 13 | NSH 19 | IMS 3  | GTW 18 | POR 8  | LAG 1  | LBH 1  |        |       | 5.º  | 455    |
| 2022    | Andretti Autosport with Curb-Agajanian  | Honda     | STP 4  | TXS 12 | LBH 26 | ALA 10 | IMS 1  | INDY 30 | DET 8  | ROA 5  | MDO 15 | TOR 2  | IOW 24 | IOW 12 | IMS 24 | NSH 5  | GTW 11 | POR 6  | LAG 11 |       | 10.º | 381    |
| 2023    | Andretti Autosport with Curb-Agajanian  | Honda     | STP 20 | TXS 7  | LBH 4  | ALA 14 | IMS 9  | INDY 9  | DET 11 | ROA 5  | MDO 11 | TOR 3  | IOW 19 | IOW 7  | NSH 21 | IMS 13 | GAT 6  | POR 13 | LAG 23 |       | 10.º | 356    |
| 2024    | Andretti Global with Curb-Agajanian     | Honda     | STP 3  | THE 4  | LBH 2  | ALA 8  | IGP 7  | INDY 23 | DET 19 | ROA 6  | LAG 2  | MDO 4  | IOW 11 | IOW 5  | TOR 1  | GAT 5  | POR 4  | MIL 22 | MIL 3  | NSH 1 | 2.º  | 513    |
| 2025*   | Andretti Global                         | Honda     | STP 16 | THE 4  | LBH 7  | ALA 7  | IGP 25 | INDY 14 | DET 3  | GAT 17 | ROA 16 | MDO 4  | IOW 13 | IOW 20 | TOR 4  | LAG 3  | POR 10 | MIL    | NSH    |       | 8.º  | 333    |
| Fuente: |                                         |           |        |        |        |        |        |         |        |        |        |        |        |        |        |        |        |        |        |       |      |        |

- * Temporada en progreso.

## Vida personal
Herta toca la batería y es miembro de la banda de punk rock independiente The Zibs, que formó en 2018 con sus amigos de la escuela secundaria Jon Graber y Chris Broadbent.